# Rush D. Holt, Jr.
Ne pas confondre avec Rush Holt Sr. (en) (1905-1955)
Pour les articles homonymes, voir Holt.
Rush Dew Holt Jr. ou Rush Holt (né le 15 octobre 1948 à Weston, Lewis County, Virginie-Occidentale) est un physicien nucléaire et un homme politique américain. Il a représenté de 1999 à début 2015 l'État du New Jersey à la Chambre des représentants des États-Unis.

## Formation et carrière de physicien
Rush Holt est le fils du sénateur Rush D. Holt, Sr. (en) (1905–1955) de Virginie-Occidentale. Il étudie la physique au Carleton College (Minnesota), puis obtient son doctorat à l'université de New York en 1981. Rush Holt donne des cours de physique, de politique publique et de religion au Swarthmore College de 1980 à 1988. Il est responsable de la Nuclear and Scientific Division au Département d'État des États-Unis (ministère des affaires étrangères) de 1987 à 1989. Jusqu'à son élection en 1999, il est directeur-adjoint du Princeton Plasma Physics Laboratory à l'université de Princeton, le plus grand centre de recherches sur l'énergie au New Jersey.

## Carrière politique
Sur le plan politique, Rush Holt choisit le parti démocrate. Il se lance lors des élections de 1996 mais échoue aux primaires. Il est élu une première fois lors de l'élection de 1998 à la Chambre des représentants des États-Unis, dans le 12e district du New Jersey, avec entrée en fonction le 3 janvier 1999. Il siège au total huit législatures consécutives, puis décide de se retirer. 
Rush Holt est le second physicien à être élu au Congrès, et le premier du parti démocrate. Il est aussi l'un des deux membres du Congrès à avoir participé au jeu télévisé Jeopardy!.
Rush Holt est de tendance « libérale » sur plusieurs sujets importants, et il vote en conséquence. Par exemple il est pro-choice (avortement et contraception), il soutient l'option d'un système de santé publique, il s'oppose à la privatisation de la  Social Security (système de sécurité sociale). Ses priorités de législature mentionnent des diminutions d'impôts pour les petites entreprises, un accès facilité aux études supérieures pour les familles de classe moyenne, le maintien de Medicare, la préservation de l'environnement. En 2009, il est classé parmi les huit membres de la Chambre des représentants les plus progressistes. Depuis 2009, ses votes ont été à 100% en accord avec les groupes d'intérêts suivants : American Public Health Association (santé publique), Americans for Democratic America (démocratie), et NARAL Pro-Choice America. Il était l'unique quaker membre du Congrès durant son mandat.
À l'occasion de l'absence de Rush Holt lors des élections de 2014, un commentateur témoigne : « Holt va nous manquer, pour son expertise scientifique, sa volonté de travailler avec les groupes humanistes, et son dévouement à l'idée que la loi devrait être basée sur la réalité et chercher à servir les intérêts de tous les Américains, pas seulement ceux qui sont riches ou appartiennent à la religion majoritaire ».

### Environnement
Dans le domaine de l'environnement, Rush Holt soutient l'utilisation de sources d'énergies alternatives et la limitation des émissions de gaz à effet de serre. En 2012, il reçoit du New Jersey Sierra Club un prix pour ses réalisations et ses efforts pour la protection de l'environnement. En septembre 2012, un article de la revue Nature présente Rush Holt et son parcours rare, venant de la recherche scientifique : « [Holt] pense qu'il est important d'avoir une pensée scientifique, même au sein des non-scientifiques du gouvernement... [Il affirme] « Je suis intéressé par la manière avec laquelle les scientifiques sont formés à considérer l'incertitude, à traiter les preuves et le raisonnement statistique, choses qui manquent au débat politique ». Concernant le réchauffement global, par exemple, le représentant Holt dit que nous n'avons pas besoin au Congrès de personnes qui comprennent la pression atmosphérique, ou la glaciation. Nous avons simplement besoin qu'elles soient ouvertes à l'idée que les faits puissent aller contre ce qu'elles savent. Et cela, dit-il, c'est penser comme un scientifique ».

### Éducation
En tant que co-président du Research and Development Caucus, membre du House Committee on Education and Labor et du National Commission on Mathematics and Science Teaching for the 21st Century, Rush Holt a participé à plusieurs politiques globales d'éducation. Il a contribué à des lois facilitant l'accès aux études d'un point de vue financier.
Pour sa contribution législative significative en soutien à toutes les initiatives pour l'éducation, et pour une législation renforçant la sécurité nationale par l'accroissement et l'amélioration de l'étude des langues étrangères, et l'augmentation des capacités linguistiques au sein du secteur du renseignement et au sein du gouvernement fédéral, Rush Holt a reçu le prix Foreign Language Advocacy Award in 2005.
Déjà lorsqu'il était directeur assistant du département de la physique des plasmas à l'université de Princeton, Rush Holt a soutenu l'engagement dans les programmes des STIM (science, technologie, ingénierie et mathématiques). Il a obtenu un financement pour les programmes Department of Education’s Mathematics et Science Partnerships programs, ce qui lui a valu d'être très bien noté par la National Education Association (syndicat des enseignants).
En janvier 2013, Rush Holt a déposé une résolution au Congrès des États-Unis demandant que le 12 février 2013 (jour du 204e anniversaire de Charles Darwin), soit déclaré « Journée Darwin » afin de reconnaître « l'importance des sciences dans l'amélioration de l'humanité ».

### Questions sociales
Sur sa page de représentant, Rush Holt affirme : « Depuis que je suis au Congrès, je me suis battu pour une couverture des soins de santé correcte, j'ai travaillé à la protection des victimes de violence domestique et d'agressions sexuelles, j'ai soutenu l'égalité de salaire à travail égal, et l'équité de genre dans les écoles ». Il croît fermement au droit des femmes de prendre seules les décisions concernant leur santé, sans interférence du gouvernement, et il soutient Roe v. Wade (arrêt rendu par la Cour suprême des États-Unis en 1973 qui a reconnu l'avortement comme un droit constitutionnel).
Rush Holt s'est opposé avec succès à une loi (Title X) qui aurait : limité l'accès au contrôle des naissances, supprimé le financement du programme national de planning familial et refusé le financement fédéral à une association regroupant des centres de planification familiale (Planned Parenthood). Par ailleurs, il a soutenu un décret pour un accès facilité pour les bas-revenus aux médicaments prescrits dans le cadre des programmes Medicare et Medicaid. Un autre décret initié par Rush Holt a mis des limites à la puissance gouvernementale dans le cadre de la lutte contre le terrorisme.

## Après la politique
L'Association américaine pour l'avancement des sciences a annoncé en novembre 2014 que Rush Holt serait dès février 2015 son nouveau directeur général et éditeur de la famille de journaux Science.